# Oscillation climatique

Exemple de l'oscillation quasi biennale : diagramme en fonction du temps et de l'altitude du vent équatorial exprimé en m/s entre 20 et 35 km d'altitude de 1981 à 1991. Les valeurs positives indiquent un vent d'ouest.

Une oscillation climatique ou cycle climatique est un phénomène cyclique affectant le climat mondial ou régional de manière récurrente. Ces fluctuations de la température atmosphérique, de la température de surface de la mer, des précipitations ou autres paramètres peuvent être quasi périodiques, se produisant souvent à des échelles de temps interannuelles, pluriannuelles, (multi)décennales, (multi)centennales ou (multi)millénaires. Elles ne sont pas parfaitement périodiques et l'analyse de Fourier des données ne donne pas un spectre discret.
L’oscillation australe El Niño en est un exemple frappant. Elle concerne les températures de surface de la mer le long d’une bande allant du centre est de l’océan Pacifique équatorial à la côte ouest de l’Amérique du Sud tropicale, mais affecte le climat mondial.
Les données sur les conditions climatiques passées sont récupérées grâce à l'examen géologique de prélèvements effectués dans des glaciers, des sédiments marins ou l'étude des cernes d'arbres entre autres.

## Exemples
De nombreuses oscillations à différentes échelles de temps ont été identifiées ou proposées. En voici une liste :
- l'oscillation de Madden-Julian (OMJ), une vague d'augmentation des précipitations sur les tropiques se déplaçant vers l'est avec une période de 30 à 60 jours[1] ;
- l'oscillation quasi biennale (OQB), une oscillation bien comprise dans la configuration des vents stratosphériques autour de l'équateur. Sur une période de 28 mois, le vent dominant se déplace d'est en ouest puis revient[2] ;
- l'oscillation australe El Niño, un schéma à grande échelle d'évolution des températures de surface des mers tropicales dans l'océan Pacifique, avec des effets à l'échelle mondiale. C'est une oscillation autoentretenue, dont les mécanismes sont bien étudiés[3]. La période de l'oscillation varie généralement entre deux et huit ans[4] ;
- l'oscillation décennale du Pacifique, une variation de la température de surface de la mer dans le bassin de l’océan Pacifique Nord qui déplace la trajectoire des systèmes météorologiques de manière cyclique sur une période de plusieurs décennies, habituellement de 20 à 30 ans. On pense qu'il ne s'agit pas d'un phénomène unique, mais d'une combinaison de différents processus physiques[5] ;
- l’oscillation multidécennale du Pacifique, un phénomène océanographie et météorologique général de l'océan Pacifique avec une période comprise entre 20 et 30 ans[6] ;
- l’oscillation atlantique multidécennale, un oscillation dans l’Atlantique Nord d’environ 55 à 70 ans, avec des effets sur les précipitations, les sècheresses et la fréquence et l’intensité des ouragans[7] ;
- l'oscillation centennale du Pacifique, peut être un artefact de modélisation climatique ;
- un cycle climatique de 60 ans enregistré dans de nombreux calendriers anciens[8] ;
- le cycle climatique nord-africain dont la période se compte en dizaines de milliers d'années ;
- les périodes glaciaires de l’âge glaciaire actuel avec une période d’environ 100 000 ans (voir Glaciations quaternaires et problème des 100 000 ans) ;
- l'oscillation arctique, sans périodicité particulière ;
- l'oscillation nord-atlantique, sans périodicité particulière ;
- l'oscillation du Pacifique Nord ?

L'activité solaire présente quelques périodicités naturelles qui peuvent influencer ou les cycles climatiques :
- le cycle de Schwabe ou cycle des taches solaires, d'une période d'environ 11 ans perceptible dans les relevés climatiques ;
- le cycle de Hale ou cycle des doubles taches solaires, d'une période environ 22 ans[9] ;
- le cycle de Gleissberg, d'une période d'environ 88 ans[9] ;
- le cycle de Suess ou cycle de Vries, d'une période d'environ 200 ans[9] ;
- le cycle Hallstadtzeit / Hallstatt, d'une période d'environ 2 200 à 2 400 ans[9],[10].

Des anomalies dans les oscillations se produisent parfois lorsqu'elles coïncident, comme dans l'anomalie dipolaire arctique (une combinaison des oscillations arctique et nord-atlantique) et, sur une période plus longue, le Dryas récent, un évènement de refroidissement soudain et non linéaire survenu au début de l'interglaciaire actuel (Holocène). Les grandes éruptions volcaniques comme celle du Tambora en 1816, qui a conduit à l’Année sans été, refroidissent généralement le climat, d'autant plus lorsque le volcan se situe sous les tropiques. Il y a environ 70 000 ans, l'éruption du supervolcan Toba a créé une période extrêmement froide pendant la période glaciaire, ce qui a pu générer un goulet d'étranglement génétique chez les populations humaines. Cependant, les gaz émis par les provinces magmatiques, comme les trapps de Sibérie du Permien, peuvent dégager du dioxyde de carbone dans l'atmosphère, ce qui conduit ensuite à réchauffer le climat. D'autres mécanismes, tels que les dépôts de clathrate de méthane, comme lors du maximum thermique Paléocène-Eocène, ont accéléré l’augmentation des températures et contribué à des extinctions marines par anoxie.
Les évènements de Dansgaard-Oeschger, se produisant environ tous les 1 500 ans au cours du dernier maximum glaciaire, forment une autre oscillation. Ils peuvent être liés aux évènements de Bond (Holocène) et pourraient impliquer des facteurs similaires à ceux des évènements de Heinrich.

## Origines et causes
Les oscillations climatiques de la Terre sont étroitement corrélées avec des facteurs astronomiques (changements de barycentre, variation solaire, flux de rayons cosmiques, rétroaction de l'albédo des nuages, cycles de Milanković) et les modes de répartition de la chaleur dans le système climatique océan-atmosphère. Dans certains cas, les oscillations naturelles actuelles, historiques ou paléoclimatologiques peuvent être masquées par d'importantes éruptions volcaniques, des impacts cosmiques, des processus de rétroaction positifs ou les émissions anthropiques de substances telles que les gaz à effet de serre.

## Effets
Les phases extrêmes d'oscillations climatiques de courte période, telles que l'ENSO, peuvent entrainer un schéma caractéristique d'inondations et de sècheresses (y compris des méga-sécheresses), de perturbations de la mousson et de températures extrêmes sous forme de vagues de chaleur ou de froid. Les oscillations climatiques à courte période n'entrainent généralement pas directement de changement climatique à long terme. Cependant, les effets des tendances climatiques sous-jacentes, tels que le réchauffement climatique et les oscillations peuvent avoir des effets cumulés sur la température globale, produisant des fluctuations à plus court terme dans les relevés de température terrestres ou satellitaires.
Les effondrements de civilisations passées telles que les Mayas peuvent être liés aux cycles de précipitations, en particulier à la sécheresse, qui, dans cet exemple, sont également liés au réservoir d'eaux chaudes de l’hémisphère occidental.
Une étude de 2003 sur la corrélation entre les prix du blé et le nombre de taches solaires serait un exemple de corrélation possible entre les facteurs affectant le climat et des évènements mondiaux relatés par la presse.

## Analyse et incertitudes
Les forçages radiatifs et les autres facteurs d’une oscillation climatique doivent obéir aux lois de la thermodynamique atmosphérique (en). Cependant, le climat de la Terre étant par nature un système complexe, la simple analyse de Fourier ou la modélisation du climat ne suffit généralement pas à reproduire parfaitement les conditions observées ou inférées. Aucun cycle climatique ne se révèle parfaitement périodique, bien que les cycles de Milanković (basés sur plusieurs cycles orbitaux superposés et la précession de la Terre) soient assez proches d'être périodiques.
Une difficulté dans l'identification des cycles climatiques réside dans le fait que le climat de la Terre a changé de manière non périodique pendant la plupart des périodes géologiques. Par exemple, nous sommes actuellement dans une période de réchauffement climatique d'origine anthropique. Sur une période plus longue, la Terre émerge de la dernière glaciation, se refroidit par rapport à l’optimum climatique de l’Holocène et se réchauffe par rapport au « petit âge glaciaire », ce qui signifie que le climat a constamment changé depuis environ 15 000 ans. Pendant les périodes chaudes, les fluctuations de température ont généralement une moindre amplitude. Le pléistocène, dominé par des glaciations répétées, s'est développé à partir des périodes aux conditions climatiques plus stables du Miocène et du Pliocène. Le climat holocène a été relativement stable. Tous ces changements ne facilitent pas la tâche pour identifier des composantes cycliques dans le climat.
Les rétroactions positives ou négatives et l’inertie écologique du système terre-océan-atmosphère atténuent souvent — ou même inversent — des effets moins importants, qu’il s’agisse de forçages orbitaux, de variations solaires ou de variations des concentrations de gaz à effet de serre. La plupart des climatologues reconnaissent l'existence de divers points de divergence qui amènent de petits forçages à produire des changements significatifs et pérennes tant que ces forçages sont maintenus. Certaines rétroactions impliquant par exemple les nuages sont également discutées : concernant les trainées de condensation, les cirrus naturels, le sulfure de diméthyle océanique et un équivalent terrestre, des théories différentes existent concernant leurs effets sur les températures terrestre ; on pourra comparer, par exemple, l’hypothèse Iris et l’hypothèse CLAW.

## À travers les âges géologiques et historiques

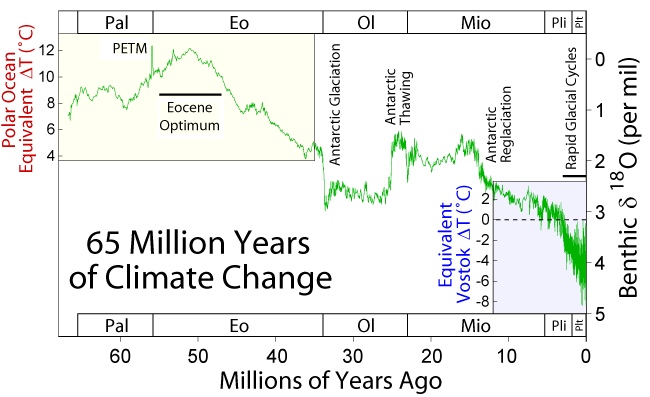
Changement climatique au cours des 65 derniers millions d’années, en exploitant des données de prélèvement dont les pourcentages d'Oxygène 18 des foraminifères.

Changement de température au cours des 12000 dernières années, provenant de diverses sources. La courbe noire épaisse est une moyenne.

Généralement, divers forçages climatiques évoluent au cours des temps géologiques et certains processus affectant la température de la Terre peuvent s'autoréguler. Par exemple, pendant la période de la Terre boule de neige, de grandes calottes glaciaires s'étendaient jusqu'à l’équateur terrestre, couvrant ainsi presque toute la surface de la Terre. L'albédo très élevé causait des températures extrêmement basses, tandis que l’accumulation de neige et de glace a vraisemblablement conduit à éliminer le dioxyde de carbone atmosphérique par le phénomène dit de dépôt. Cependant, l'absence de couverture végétale pour absorber le CO2 émis par les éruptions volcaniques signifie que ce gaz à effet de serre continuait à s'être dispersé dans l'atmosphère. Il n'y avait également plus de roches silicatées exposées à l'air libre, or l'altération de ces roches par les cycles précipitation-évapotranspiration absorbe du CO2. Cela a créé un réchauffement qui a ensuite fait fondre la glace et a ramené la température de la Terre à l'équilibre. Au cours des époques suivantes du Paléozoïque, les flux de rayons cosmiques et l'éventuelle explosion d'une supernova proche (une hypothèse de la cause de l'extinction Ordovicien-Silurien) et les sursauts gamma peuvent avoir provoqué des périodes glaciaires ou d'autres changements climatiques soudains.
Tout au long du Cénozoïque, de multiples forçages climatiques ont entrainé des réchauffements et des refroidissements de l'atmosphère, qui ont conduit à la formation précoce de la calotte glaciaire antarctique, puis à sa fonte et enfin à sa reglaciation ultérieure. Les changements de température sont apparus de manière quelque peu soudaine, à des concentrations de dioxyde de carbone de l'ordre de 600 à 760 ppm et à des températures d'environ 4 °C supérieures à celles d'aujourd'hui. Au cours du Pléistocène, des cycles de glaciations et d'interglaciaires se sont produits avec une période d'environ 100 000 ans, mais un interglaciaire peut durer plus longtemps quand l'excentricité orbitale tend vers zéro, comme actuellement. Les interglaciaires précédents tels que celui de l'Eemien ont produit des températures et un niveau de la mer plus élevés qu'aujourd'hui avec une fonte partielle de la calotte glaciaire de l'Antarctique occidental. La partie la plus chaude de l’interglaciaire actuel s’est produite au début de l’optimum climatique de l'Holocène, alors que la température était plus chaude qu’aujourd’hui de quelques degrés, et qu’une forte mousson africaine a fait du Sahara une prairie durant le subpluvial néolithique. Depuis lors, plusieurs phases de refroidissement ont eu lieu, notamment :
- l'oscillation de Piora ;
- le refroidissement de l'Âge du bronze ;
- le minimum homérique ;
- le refroidissement de l'Âge du fer ;
- le refroidissement de l'Âge sombre ;
- le minimum de Spörer ;
- le « petit Âge glaciaire » ;
- le minimum de Dalton ;
- les refroidissements volcaniques comme celui du Laki en Island ;
- la phase de refroidissement des années 1940-1970, qui a conduit à l'hypothèse d'un refroidissement global.

En contrepartie, plusieurs périodes chaudes ont également eu lieu, parmi lesquelles (mais pas seulement) :
- le Peron ancien pendant l'optimum de l'Holocène supérieur ;
- un réchauffement à l'apogée de la civilisation minoenne ;
- l’optimum climatique romain ;
- l'optimum climatique médiéval ;
- le recul des glaciers depuis 1850 ;
- le « réchauffement actuel » (depuis le XXe siècle).

### Traduction
- (en) Cet article est partiellement ou en totalité issu de l’article de Wikipédia en anglais intitulé « Climate oscillation » (voir la liste des auteurs).